# Лас-Еренсіас
Лас-Еренсіас (ісп. Las Herencias) — муніципалітет в Іспанії, у складі автономної спільноти Кастилія-Ла-Манча, у провінції Толедо. Населення — 816 осіб (2010).
Муніципалітет розташований на відстані близько 120 км на південний захід від Мадрида, 75 км на захід від Толедо.
На території муніципалітету розташовані такі населені пункти: (дані про населення за 2010 рік)
- Лас-Еренсіас: 614 осіб
- Ель-Мембрільйо: 202 особи

## Демографія
Динаміка населення (INE ):

## Галерея зображень

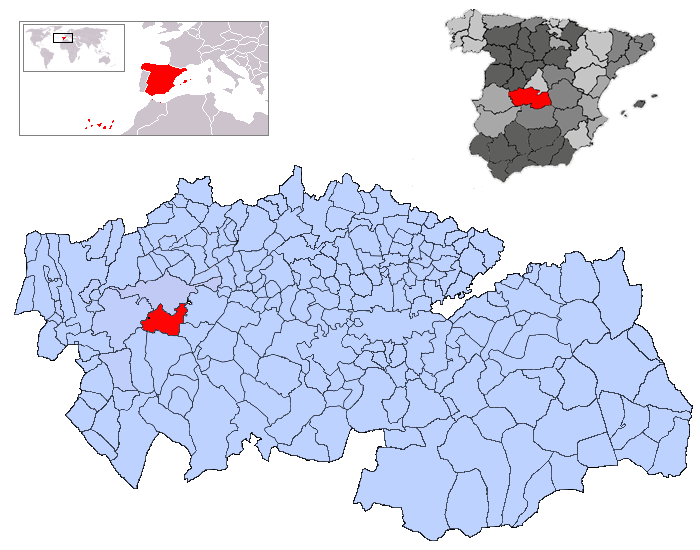
Розташування муніципалітету у провінції Толедо